# Сибилёва, Татьяна Валерьевна
Сибилёва Татьяна Валерьевна (17 мая 1980, Челябинск) — российская легкоатлетка, Мастер спорта России международного класса по спортивной ходьбе, пятикратная чемпионка России, специализируется в ходьбе на 20 километров.

## Биография
Из семьи служащих. Отец — инженер, мать — педагог, кроме Татьяны в семье ещё две старшие дочери. До 1982 года жила в Златоусте Челябинской области. После перевода отца в Узбекистан проживала в Бекабаде Ташкентской области. В 1995 семья вернулась в Челябинск, где Т. В. Сибилёва окончила среднюю школу № 46 (1996) и поступила в УралГУФК к тренеру по спортивной ходьбе, МСМК — А. А. Арцыбашеву. В 1997 году, вслед за тренером перешла на факультет физической культуры и безопасности жизнедеятельности ЧГПУ, который окончила с отличием в 2002 году по специальности «педагог по физической культуре, учитель безопасности жизнедеятельности». С 2000 года проживает и тренируется в Чебоксарах, тренер — Заслуженный работник физической культуры Чувашской Республики, Заслуженный тренер РФ Н. М. Родионов.
В 1998 году завоевала 1-ю золотую медаль, став чемпионом России на 20-километровой дистанции в Чебоксарах и обладательницей Высшего мирового достижения на этой дистанции, этот же результат Т. В. Сибилёва показала в 2001 году в Адлере, в 2003 году в Ижевске, в 2006 году вновь в Чебоксарах и в 2007 году в Сочи. Кроме того, в 2002 году в Ижевске заняла 1-е место среди молодежи и 2-е место среди женщин.
В 2003 году завоевала золотую медаль во всемирной летней Универсиаде в Даегу (Корея).
В 2004 году в Италии стала серебряным призёром кубка Европы по спортивной ходьбе на дистанции 10 км.
В 2005 году завоевала золотую медаль на чемпионате Балканских стран в Силиври и бронзовую медаль во всемирной летней Универсиаде в Измире (Турция).
В 2007 году приняла участие в XI чемпионате Мира по легкой атлетике в Осака (Япония).
В 2008 году в составе сборной команды России приняла участие в XXIX летних Олимпийских играх в Пекине. В этом же году стала серебряным призёром Кубка мира, проводимого в Чебоксарах и обладателем командного Кубка мира.
В 2010 году стала победителем на дистанции 10 км финала Вызова ИААФ в Пекине (AAF Race Walking Challenge 2010), показав лучший результат сезона в мире (41:53).

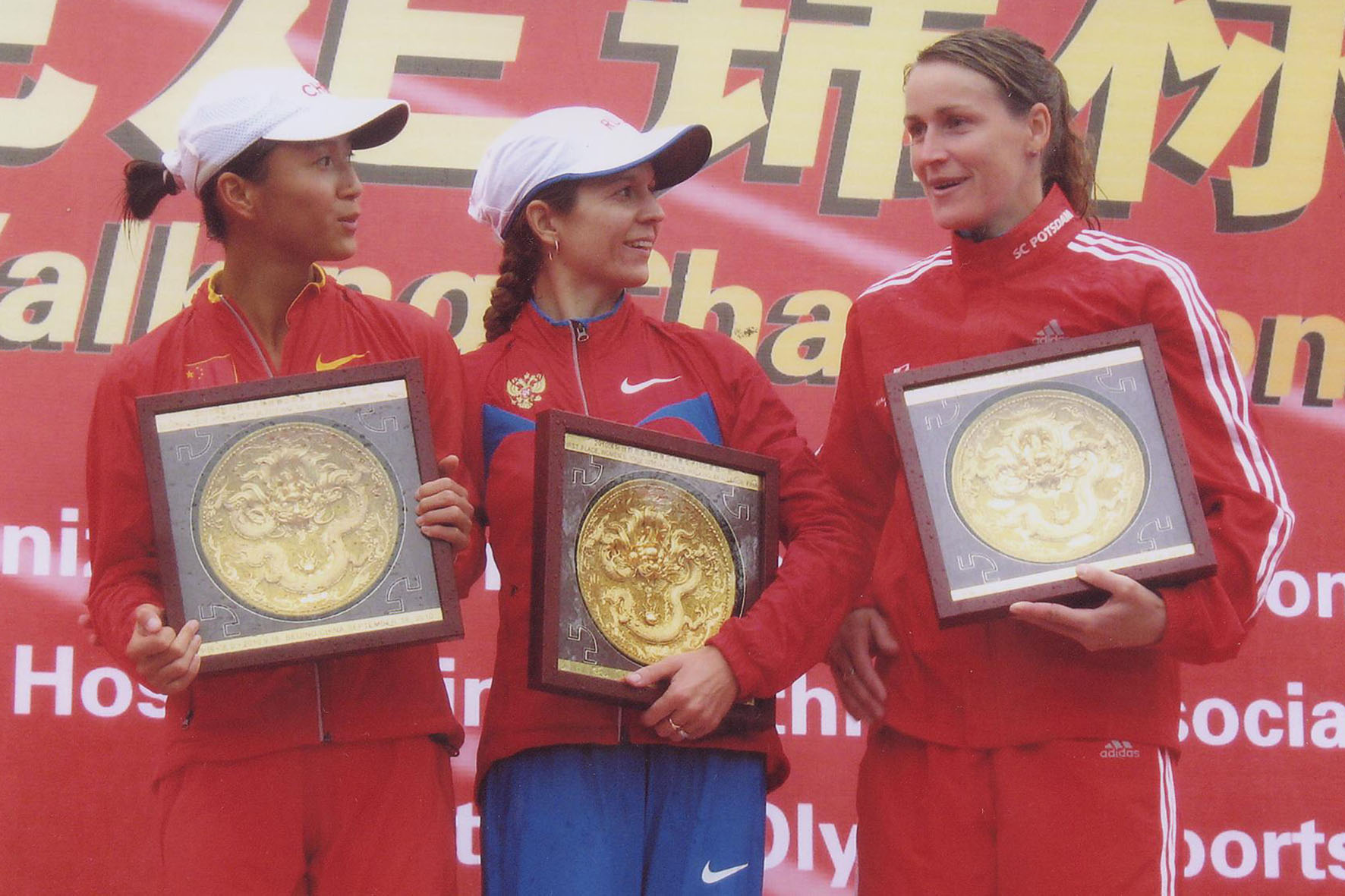
Слева направо: Лю Хон, Татьяна Сибилёва, Мелани Зигер

В 2011 году призёр среди женщин в соревнованиях на дистанции в 20 км в Лугано Швейцария (Lugano Trophy — Memorial Mario Albisetti (valid for IAAF RWChallenge)), а в 2012 году стала победителем этих же соревнований.
Последнее на сегодняшний день достижение Т. В. Сибилёвой — победа, на соревнованиях Coppa Città di Sesto San Giovanni — этап международной серии IAAF Permit Race Walking Meeting, прошедший 17 июня в итальянском Сесто Сан Джованни.